# Richard Marazano
Richard Marazano, né le 27 janvier 1971 à Fontenay-aux-Roses, est un scénariste et un dessinateur de bande dessinée français.

## Biographie
En 2002, il réalise son premier album en tant qu'auteur complet (scénario, dessin et couleurs) aux éditions Carabas.
En 2003, il crée la série Cuervos avec Michel Durand aux éditions Glénat. En tant que scénariste, il participe au journal Pif Gadget dans lequel il anime les séries Cos & Mos avec Abel Chen et Trelawney avec Alfonso Font. Il est aussi l'auteur du Complexe du chimpanzé, série de science-fiction coréalisée à partir de 2007, avec Jean-Michel Ponzio chez Dargaud et de la série Genetiks, une histoire traitant du clonage humain, parue chez Futuropolis (trois tomes) toujours en 2007 et avec le même dessinateur. En 2008, il scénarise le one shot Aguirre, le principe de liberté dessiné par Gabriel Delmas (éditions Carabas),.
En 2008 les éditions Glénat publient Le Syndrome d'Abel, sa deuxième série en tant que dessinateur, sur un scénario de Xavier Dorison.
Il publie ensuite chez Dargaud plusieurs séries comme S.A.M., coréalisée avec Shang Xiao, Le Rêve du papillon avec Luo yin, L'Expédition, coréalisée avec Marcelo Frusin, à partir de 2011 et la série Le Monde de Milo, coréalisée avec Christophe Ferreira à partir de 2013.
Il signe chez Dargaud, à nouveau avec Jean-Michel Ponzio, Le Protocole pélican (série en quatre tomes, à partir de 2011) puis Mémoires de la guerre civile (série en trois tomes, à partir de 2017),.
Aux éditions Rue de Sèvres, il poursuit sa collaboration avec la Chine en scénarisant une nouvelle série en trois tomes : Yin et le Dragon pour le dessinateur Xu Yao.
Il publie aussi les Trois Fantômes de Tesla, série fantastique coréalisée avec Guilhem Bec et publiée depuis le 1er juillet 2016 dans L'Immanquable. La série sort en albums à partir de 2016 chez Le Lombard,.
Chez Dargaud, il lance en 2018 la série Zarathustra avec le tome 1 intitulé Le Lion porteur de la flamme.
En 2019, il apporte son soutien au mouvement des Gilets jaunes.[pertinence contestée]

## Œuvres publiées

### Albums one shots
- Aguirre, le principe de liberté, Carabas, 2008
Scénario : Richard Marazano - Dessin : Gabriel Delmas
- Le Bataillon des lâches, Carabas, 2000
Scénario, dessin et couleurs : Richard Marazano
- Les Contes de par-ci par-là, Pointe Noire, 2002
Scénario : Bertrand Escaich - Dessin : Abel Chen - Couleurs : Richard Marazano
- Futuroscoop, Glénat, 1998
Scénario : Claude Carré - Dessin : Richard Marazano
- Hanté, Soleil (collection « Hanté »), 2008
Scénario et dessin : collectif
- Humain trop humain, Le Cycliste, 1995
Scénario : Richard Marazano - Dessin : Éric Derian
- Jérusalem, Glénat (collection « Vécu »), 2008
Scénario : Richard Marazano - Dessin : Patrick Pion - Couleurs : Walter
- Minik[13], Dupuis (collection « Aire libre »), 2008
Scénario : Richard Marazano - Dessin et couleurs : Hippolyte
- Vampires, Carabas, 2001
Scénario et dessin : collectif - récit court avec Tommy Lee Edwards
- Vampires, Carabas, 2001
Scénario et dessin : collectif - récit court avec Tommy Lee Edwards
- Poum a une idée, Eïdola, 2017
Scénario et dessin : collectif - récit court avec Angélique Césano
- Richard Marazano (scénario) et Gabriel Delmas (dessin), Circé la magicienne, Dargaud, 2021 (ISBN 9782205082883)

### Périodiques
- Xibalba le royaume de la peur, récit court, avec Benoît Springer, publié dans la revue BoDoï
- Les Aventures d'un gentilhomme corsaire, récits courts, avec Alfonso Font, publiés dans le journal Pif Gadget
- Cos & Mos, récits courts, avec Abel Chen, publiés dans le journal Pif Gadget
- Gargantua & Pantagruel, récit court, avec Mazan, publié dans la revue Je bouquine
- Le Masque de fer, récit court, avec Dominique Bertail, publié dans la revue Je bouquine
- Histoires comme ça, récit court, avec Yoann, publié dans la revue Je bouquine
- Conte de Noël, récit court, avec Mazan, publié dans la revue Faille temporelle
- Le rêve du papillon, avec Luo Yin, publié dans la revue Touch Soul (Chine)

### Illustrations
- Haïku illustration d'un Haïku de la poétesse Hisajo Sugita, sérigraphies en tirage limité, numérotées et signées en 40 exemplaires, Atelier les Mains Sales, 2012

### Tirage de luxe
- Circé la magicienne (scénario) avec Gabriel Delmas (dessin), éditions Caurette, 2022, 112 p.  (ISBN 978-2-38289-015-8). Tirage limité à 300 exemplaires, numérotés et signés par les auteurs.

## Expositions
- Haïku, exposition collective, Sérigraphies - Angoulême (France), Paris (France), Andennes (Belgique), Tokyo (Japon), Hiroshima (Japon), 2013
- Un rêve dans un rêve, exposition de peintures et illustrations, Fontenay aux roses (France), 2013

## Distinctions

### Prix
- 2006: "Cuervos", scénarisé par Richard Marazano et dessiné par Michel Durand, reçoit le Prix Carolus Quintus de la BD sociale, décerné par le Festival BD de Ganshoren-Bruxelles.
- 2006: "Cuervos", reçoit le Prix de la meilleure bande dessinée adaptable au cinéma au festival Cinéma et Littérature de Monaco.
- 2007: "Le Complexe du Chimpanzé" reçoit le prix du meilleur album au festival bande dessinée de Lyon.
- 2008: Le Complexe du chimpanzé reçoit le Grand Prix et le prix du meilleur scénario du musée de l'Air et de l'Espace[16].
- 2008: Genetiks reçoit le prix Bob-Morane de la meilleure bande dessinée de science fiction francophone aux Utopiales de Nantes[17].
- 2008: Chaabi, la révolte reçoit le prix du meilleur album interfestival à Chambéry[18]
- 2012: S.A.M. tome 1 reçoit le prix BD des Collégiens au festival d'Angoulême[19]
- 2012: S.A.M. tome 1 reçoit le prix « livrentête » de la meilleure bande dessinée junioe par l’Union Nationale Culture et bibliothèques pour tous[20]
- 2013: Le Monde de Milo tome 1 reçoit le Grand prix des lecteurs du journal de Mickey[21]
- 2013: Otaku Blue reçoit la médaille de Bronze de la 6ème International MANGA Award discernée par le ministère de la culture du Japon.
- 2017: Yin et le Dragon reçoit le prix "À l'ombre du grand arbre" dans la catégorie "BD et documentaire".
- 2017: Yin et le Dragon reçoit le prix du meilleur album jeunesse au festival de Sollies.
- 2018: "Les trois Fantômes de Tesla" reçoit le prix de la Grande Ourse du meilleur scénario et  du meilleur dessin au festival d'Andenne en Belgique.